# La Sapinière
Pour la plantation de sapins, voir Sapinière.
 La Sapinière (Sodalitium Pianum en latin) est un réseau de renseignement du Vatican, mis en place par Umberto Benigni en 1909, pendant le pontificat de Pie X (1903-1914). Son nom latin, Sodalitium Pianum (c'est-à-dire la « Compagnie de Pie »), se référait à saint Pie V. Ce réseau secret, étudié par l'historien Émile Poulat, avait principalement pour but l'expression d'un courant « intégriste » au sein de l’Église catholique, expressément opposé au « modernisme ». Il fut officiellement dissous en 1921.

## Histoire

### Origine
En réaction à la crise moderniste que traversait l'Église catholique, le pape Pie X publia en 1907 l'encyclique Pascendi Dominici Gregis et la constitution apostolique Lamentabili Sane Exitu, qui condamnaient ce mouvement en tant qu'hérésie. Afin de vérifier l'adhésion à ces décisions, Umberto Benigni, prêtre et professeur d'histoire religieuse, et surtout collaborateur du cardinal Rafael Merry del Val à la secrétairerie d'État, prit l'initiative de publier un bulletin d'information, La Correspondance de Rome, autour duquel il organisa, grâce à ses relations personnelles, un réseau officieux de correspondants qui furent associés dans le Sodalitium pianum (S.P.). Le cardinal Merry del Val prit ses distances avec ses activités et l'empêcha d'obtenir une reconnaissance canonique. En 1911, Benigni fut remplacé par Eugenio Pacelli, dont il s'éloigna à partir de 1912,.
Le groupe comptait une cinquantaine de membres, en Europe principalement, surtout en Italie et en France où ses liens avec l'Action française ont été étudiés. Après 1909 il s'intéresse, en Allemagne, au syndicalisme chrétien et aux œuvres catholiques. Benigni dirige aussi son action contre la Compagnie de Jésus et, la Corrispondenza Romana (1907), plus tard La Correspondance de Rome (1909), s'oppose à la Civiltà Cattolica, le journal des jésuites. Selon Émile Poulat, cette hostilité envers le courant jésuite est constitutive de l'intégrisme.
L'influence de ce réseau déclina à partir de 1914 avec l'élection de Benoît XV, qui cependant ne le désavoua pas. Il attendit 1921 pour le dissoudre officiellement, en raison du « changement de circonstances ». Pour sa part, Benigni, célèbre pour son antisémitisme, se tourna alors vers le fascisme. Toutefois, selon le témoignage d'Yves Congar, o.p., le réseau poursuivit son activité jusqu'en 1946.

### Influence
La Sapinière était chargée de surveiller les catholiques, laïcs ou religieux (y compris cardinaux), suspectés de sympathie pour les idées modernistes ou de se montrer favorables à la séparation de l’Église et de l’État (laïcisme), Benigni se donnant pour mission de les dénoncer au Saint-Office.
D'après le témoignage du cardinal Pietro Gasparri, le pape Pie X approuvait ce réseau et le soutenait financièrement, encourageant personnellement ce que l'historien Yves-Marie Hilaire décrit comme un système de « combisme ecclésiastique ». Cependant, quant à l'action de ses membres Émile Poulat précise : « s'ils polémiquaient durement, il n'est pas établi que le S.P. se soit comporté comme une agence de dénonciation, mais il est bien acquis que toutes les victimes du pontificat — elles furent nombreuses et parfois illustres — avaient été dénoncées par d'autres voies. »

## Une histoire controversée
En 1915, des papiers de la Sapinière furent saisis en Belgique par les occupants allemands qui souhaitaient les utiliser contre la France. En 1921, le sulpicien Fernand Mourret avait eu accès à des clichés photographiques qui les reproduisaient. Il rédigea dès lors un Mémoire qui, circulant sous le manteau, obtint la dissolution du S.P. et servit de source principale à toutes les publications sur la Sapinière, nombreux écrits plus polémiques qu'historiques. La question a été entièrement renouvelée avec la publication, en 1969, de ces papiers par Émile Poulat dans Intégrisme et catholicisme intégral, Un réseau secret international, la « Sapinière » (1909-1921).

## Membres du Sodalitium
- Alfons Jonckx.